# Xenos nigrescens
Xenos nigrescens (лат.) — вид веерокрылых насекомых рода Xenos из семейства Xenidae. Встречается в Северной Америке: США (Техас). От близких видов отличаются следующими признаками: около половины жилок крыла видны, но не склеротизированы или пигментированы, общая длина более более 4 мм, мандибулы примерно равны по длине максиллам, в заднем крыле жилка R1 примерно равна R2, а жилка R2 примерно равна R3. Крылатые самцы на преимагинальной стадии и червеобразные безногие самки большую часть жизни проводят в теле общественных ос (Vespidae). Паразиты рода Polistes (вида Polistes carolina). Вид был впервые описан в 1903 году американским энтомологом Charles Thomas Brues (1879—1955), по типовым материалам из США. Брюс (1903) правильно поместил этот вид в Xenos. Пирс (Pierce, 1908) позже перевел его в род Acroschismus, который он установил для всех веерокрылых, паразитирующих на осах рода Polistes. Бохарт (Bohart, 1941) сделал Acroschismus младшим синонимом Xenos и таксон A. nigrescens получил прежнее именование X. nigrescens.